# El corazón de los Andes (Frederic Edwin Church)
El corazón de los Andes, o The Heart of the Andes en el título original en inglés, es una de las obras más importantes y conocidas de Frederic Edwin Church, alumno de Thomas Cole, quien es considerado el iniciador de la llamada Escuela del río Hudson. A diferencia de muchas obras de Thomas Cole, los paisajes de F.E.Church tienen mayor meticulosidad científica, mientras que carecen del tono alegórico o moralizante de su maestro.

## Introducción
Antes de F.E.Church, la temática de la pintura del paisaje en los Estados Unidos se había limitado a lugares nativos, con algunas representaciones de escenas europeas o de los países de la cuenca mediterránea. F.E.Church extendió este repertorio, incluyendo paisajes de América del Sur, el Caribe y el Ártico. Desde su juventud, F.E.Church mostró una mente muy abierta, leyendo libros de ciencia, religión, viajes, arte, poesía y ficción. Modern Painters-1843-60- (Pintores modernos) y Kosmos – Entwurf einer physischen Weltbeschreibung (Cosmos: ensayo de una descripción física del mundo) de Alexander von Humboldt, fueron las principales lecturas que alimentaron tanto el deseo de revivir el viaje de Humboldt, como de representar pictóricamente la región andina.

## Viajes a Sudamérica
El primer viaje de F.E.Church a América Latina transcurrió desde abril a octubre de 1853, acompañado de Cyrus West Field, a través de Colombia y Ecuador. En este viaje, Church esbozó los temas que formarían su obra de temática andina. Realizó bocetos entre el Río Magdalena, el Salto del Tequendama, el volcán Cotopaxi y el volcán Chimborazo. A su regreso a Nueva York Church trabajó durante más de un año en estos bocetos, realizando una serie de lienzos terminados.
En 1857, movido tanto por intereses intelectuales como artísticos, Church hizo una segunda visita de nueve semanas a América del Sur, acompañado por otro pintor asociado con la Escuela del Río Hudson: Louis Remy Mignot (1831–70). Esta vez se concentró en Ecuador, y básicamente en tres de sus montañas más notables: Cotopaxi, Chimborazo y el volcán Sangay. Church hizo bocetos al óleo, lápiz, gouache y acuarela.

## Análisis de la obra
- Pintura al óleo sobre lienzo;; 168 x 302,9 cm.; Museo Metropolitano de Arte, Nueva York.

- Fechado y firmado, en la parte inferior izquierda del lienzo, en la corteza del tronco del árbol roto: "1859 | F.E.Chuch"

En su estudio, y basado tanto en los bocetos realizados como en su memoria, Church llevó a cabo un estudio preliminar del óleo, que mide 25,4 x 45,72 cm., conteniendo los elementos principales de "El corazón de los Andes": un primer plano del río, flanqueado por la flora y la fauna de la selva, una cascada y, detrás, unas mesetas. En el fondo a la izquierda, la masa del Chimborazo. Debido a su pequeño tamaño, este boceto no tiene la fuerza, la atmósfera, ni los detalles del lienzo final.

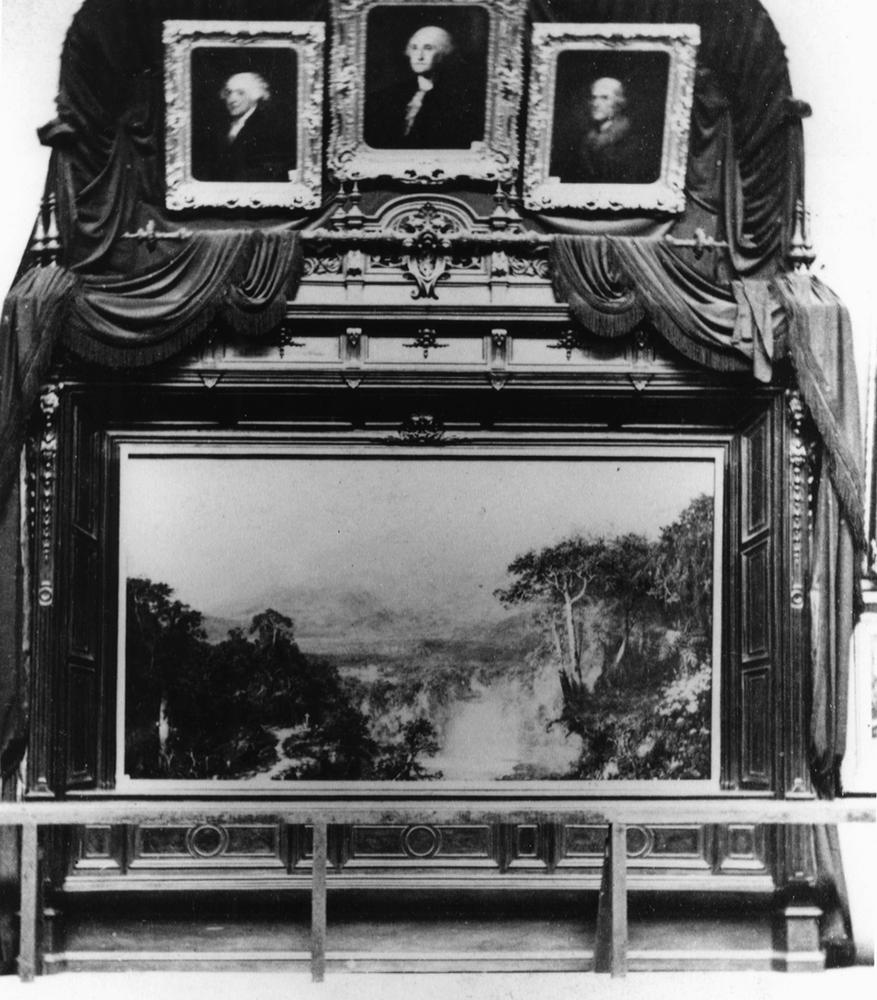
Exhibición de "El Corazón de los Andes" el año 1864.

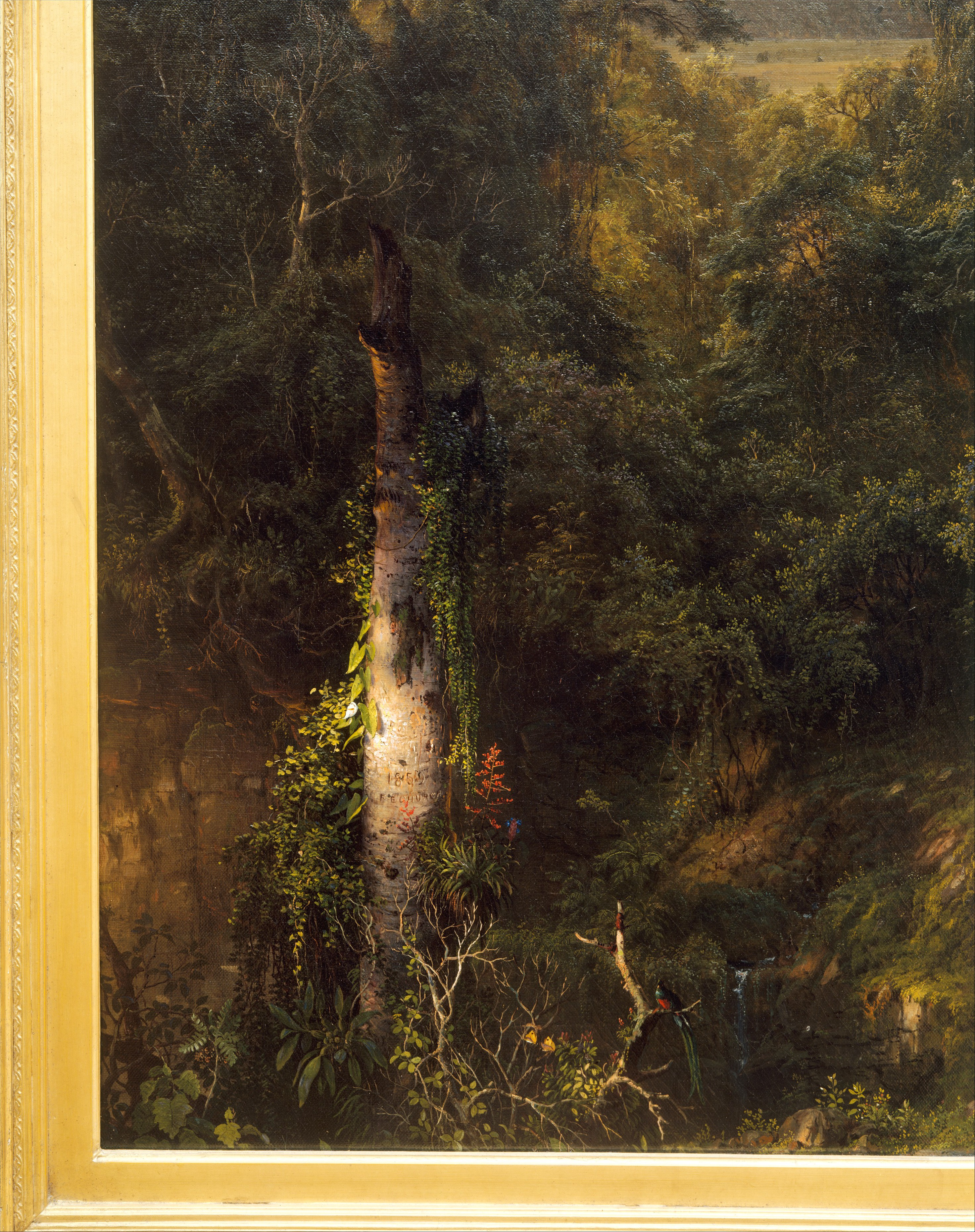
Fecha y firma del artista, en la corteza del árbol, en la parte inferior izquierda del lienzo.

El lienzo final representa un lugar imaginario, en un valle elevado en los Andes. La hora: una o dos horas antes de la puesta del Sol. Además de los elementos antes mencionados, en el lienzo (ya sea pintado de nuevo o bien representado con más detalle) vemos la cordillera, las nubes y sus sombras, una aldea, un bosque central, la cuenca de la cascada, un claro en primer plano a la derecha, y, en el primer plano a la izquierda, un sendero que conduce a una cruz humilladero con una pareja de aldeanos.

## Recepción de la obra
La pintura fue presentada públicamente en Nueva York en Lyrique Hall, 756 Broadway, el 27 de abril de 1859. Luego se trasladó a la galería del Tenth Street Studio Building, siendo iluminada por lámparas de gas, escondidas detrás de reflectores plateados, en una cámara oscurecida. El cuadro fue presentado al público en un momento en que la exposición de una sola obra era un evento raro. Sin embargo, el lienzo causó una gran sensación, y de doce a trece mil personas pagaban veinticinco centavos de dólar cada mes para admirar esta obra. También se presentó en Londres, donde asimismo causó gran admiración.
Todo esto constituye un ejemplo de la capacidad de montar un espectáculo por parte de Church. La forma dramática y efectiva en la exposición demostró que como productor tenía poca competencia. El lienzo fue montado dentro de un gran marco neorrenacentista de madera de nogal, similar a una ventana. Además, Church recomendó a los visitantes que utilizaran prismáticos de teatro con el fin de apreciar los numerosos detalles botánicos y los accidentes geográficos representados. No existe ningún documento gráfico de la exposición del año 1859, pero sí de la que tuvo lugar para recaudar fondos para la United States Sanitary Commission, el año 1864. El marco aparecía rodeado por una cortina, y coronado por los retratos de tres Presidentes de los Estados Unidos.

## Procedencia
- William T. Blodgett, New York, 1859–76;
- Venta, Chickering Hall, New York, 27 de abril de 1876, no. 92 [comprado antes de la subasta por David Dows];
- David Dows, New York, 1876.
- Su viuda, Mrs. David (Margaret E.) Dows, New York, 1890.[8]